# Anna von Stubenberg
Maria Anna von Stubenberg (9 août 1821 - 1er décembre 1912) est une compositrice originaire de Graz.

## Biographie
Anna von Stubenberg est issue de l'ancienne famille noble styrienne des  (en). Son père était chambellan et premier lieutenant du comte Gustav Adolph von Stubenberg, sa mère était Franziska Maria Freiherrin von Stubenberg. 
Elle nait le 9 août 1821 au  (de) à Graz. Elle passe sa jeunesse à Pest (Hongrie) où elle étudie dans un institut privé spécialisé dans l'art, les langues et le sport. Son talent musical est alors déjà présent.
À l'âge de 19 ans, elle épouse Johann Remekházy von Gurahoncz qui mourra trois ans plus tard. En 1848, elle se marie avec le comte Zichy zu Zich und Vásonykeö qui meurt d'une blessure de guerre quelques mois après leur mariage, de sorte qu'à 27 ans, elle est deux fois veuve. Elle essaye d'oublier son chagrin dans la musique. À 51 ans, elle se marie une troisième fois avec Otto Graf Buttlar Freiherr von Brandenfels (dit Treusch) ; elle lui survivra également car il se suicide en 1907.
De son vivant, elle était déjà reconnue pour son mécénat auprès d'artistes, de scientifiques ou pour ses activités caritatives. Elle était membre de quatre-vingt-six associations sociales et humanitaires et vivait selon la devise « Faire du bien pour les enfants des pauvres ». Dans sa nécrologie le Grazer Volksblatt écrit qu'aucune des demandes qui lui parvenaient quotidiennement ne sont restées sans réponse.
Anna Buttlar-Stubenberg meurt à l'âge de 91 ans en 1912 des suites d'un accident vasculaire cérébral à Graz. Quelques semaines auparavant, elle a assisté à la première mondiale de sa dernière œuvre, Das Kreuz, dans la cathédrale de Graz.

## Œuvres
Les premières compositions d'Anna von Stubenberg datent de 1848 alors qu'elle avait déjà 27 ans. Son répertoire comprend plus de 160 compositions de musique instrumentale et vocale dont des arrangements de poèmes de Heinrich Heine. Beaucoup de ses œuvres, en particulier celles de sa dernière période de création après 1880, sont en dialecte styrien.

### Œuvres vocales (sélection)
- D ́Liab macht nur glückli, Opus 124
- Die Klag, Opus 53
- Herzige Diand ́ln gibt ́s g ́nua, Opus 120
- ́s  anzige Sträußerl,  Opus  106

### Œuvres instrumentales (sélection)
- Mein Stern, Opus 39
- Philomele, Opus 46

## Distinctions
- Ordre de la Croix étoilée

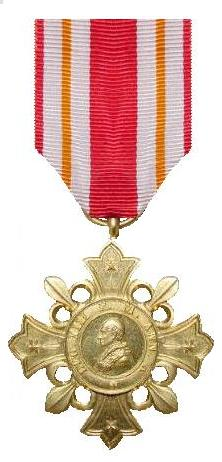
Ordre de Pro Ecclesia et Pontifice

- Ordre d'Élisabeth, première classe
- Croix Pro Ecclesia et Pontifice [3]

## Source
- (de) Cet article est partiellement ou en totalité issu de l’article de Wikipédia en allemand intitulé « Anna von Stubenberg » (voir la liste des auteurs).